# Bolesławiec
Bolesławiec là một thị trấn thuộc Bolesławiecki, tỉnh Dolnośląskie ở miền tây nam Ba Lan. Thị trấn có diện tích 24 km². Đến ngày 1 tháng 1 năm 2011 dân số của thị trấn là 39832 người và mật độ 1690 người/km².